# Ferriday
Ferriday är en ort (town) i Concordia Parish i delstaten Louisiana i USA. Orten hade 3 189 invånare, på en yta av 4,22 km² (2020).

## Kända personer från Ferriday
- Jerry Lee Lewis, rockartist och pianist
- Linda Gail Lewis, sångerska och pianist
- Jimmy Swaggart, TV-predikant